# Hotet (1971)
Hotet (originaltitel: The Andromeda Strain) är en amerikansk science fiction-film från 1971 i regi av Robert Wise. Filmen är baserad på romanen Döden från rymden från 1968 av Michael Crichton.

## Handling
När en rymdsond landar i den lilla byn Piedmont, Nevada, och alla byns innevånare avlider förutom den magsårslidande Jackson (George Mitchell) med ett alkoholberoende på teknisk sprit och spädbarnet Manuel Rios med kolik, kallar den amerikanska regeringen in en grupp framstående vetenskapsmän för att lista ut vad som hänt. En av dessa vetenskapsmän, doktor Jeremy Stone (Arthur Hill), vet emellertid mer om vad som pågår än vad han visar. År dessförinnan hade han på amerikanska regeringens uppdrag (åtföljt av en fet check) skrivit en avhandling om hur kontakt med främmande livsformer lämpligen ska hanteras, och till och med angett vilka vetenskapsmän som bör sammankallas baserat på deras meriter (Stone själv, Dr. Mark Hall (James Olson), Dr. Charles Dutton (David Wayne) och Dr. Ruth Leavitt (Kate Reid)). Eftersom militären misstänker att detta nu har hänt, kallas personerna i denna grupp till en underjordisk bas som kallas Wildfire, där de i många steg desinfekteras för att vara så rena som möjligt när de börjar arbeta.
Hall försöker isolera patogenet och lista ut varför spädbarnet och den gamle alkoholisten överlevt. Precis när han kommer på svaret muterar organismen och börjar bryta ner syntetiskt gummi. Detta gummi används i packningar som skiljer olika avdelningar åt, och när dessa bryts ner sprider sig organismen genom stationen. Detta orsakar att en atombomb i botten av stationen aktiveras, med Hall som ende person som kan avaktivera den, eftersom organismen skulle komma att se den resulterande strålningen som en mycket stark näringskälla och därför både växa, mutera och spridas över hela jorden. Hall lyckas till slut avaktivera detonatorn och de övriga doktorerna ser att organismen muterat igen, nu till en helt harmlös form som dödas av saltvatten. Genom luftströmmarna hamnar den över havet, och flygvapnet sår molnen för att tvinga ner den i havet.

## Rollista (urval)
| Arthur Hill     | – Dr. Jeremy Stone   |
| David Wayne     | – Dr. Charles Dutton |
| James Olson     | – Dr. Mark Hall      |
| Kate Reid       | – Dr. Ruth Leavitt   |
| Paula Kelly     | – Karen Anson        |
| George Mitchell | – Jackson            |

## Om filmen
Filmen hade svensk premiär 28 januari 1972 i 70 mm kopia på biografen Look i Stockholm.
En omtalad filmsekvens med en rhesusapa som ser ut att dö förklaras på följande vis: ASPCA var ständigt närvarande vid filmandet av denna sekvens, som visar hur dödligt viruset är och hur snabbt det verkar. Buren som apan vistades i hade en syrerik luftblandning medan den omkringliggande luften var nästan uteslutande koldioxid. När den lufttäta dörren till buren öppnades kunde apan genast inte andas, och svimmade snabbt av syrebrist. En assistent som andades genom dykarutrustning stod alldeles utanför bild och så fort apan svimmat sprang denne in med syrgas, varpå apan genast vaknade. Det gjordes endast en tagning. 

## Kuriosa
- En sampling från filmen där doktor Stone säger Let's go back to the rock and look at it in 440., vilket syftar till hans instruktion till doktor Ruth Leavitt att undersöka en mystisk sten i 440 gångers förstoring, har använts av musikgruppen Apollo 440.